# Cilícia (satrapia)
A Cilícia era uma satrapia autónoma do Império Aquemênida, com sua capital em Tarso. A região foi conquistada em algum momento da década de 540 a.C. por Ciro, o Grande, logo após a conquista da Lídia. Os cilícios manteriam sua autonomia por quase 150 anos. No entanto, por volta de 400 a.C., o rei cilício Sienésis III se envolveu numa guerra entre Artaxerxes II e seu irmão Ciro, o Jovem. Ciro foi derrotado e a partir desse momento a Cilícia se tornara uma satrapia comum no império, sem autonomia.